# Чапаєвська сільська рада (Камизяцький район)
Чапа́євська сільська рада (рос. Чапаевский сельский совет) — муніципальне утворення у складі Камизяцького району Астраханської області, Російська Федерація. Адміністративний центр та єдиний населений пункт — село Чапаєво.

## Географічне положення
Сільська рада розташована у центральній частині району. Територією сільради протікають протоки Волги Табола, Білужонок, Обуховський та Велика Чорна.

## Історія
Спочатку село Чапаєво називалось Полянське, з 1931 року — 14 лєт Октября, з 1940 — Чапаєво. У пізні радянські часи називалось Чапаєвськ.

## Населення
Населення — 475 осіб (2013; 450 в 2010). У 1950-их роках населення села становило 4,5 тисяч осіб, з яких 2 тисячі працювали на рибзаводі.

## Господарство
Провідною галуззю господарства виступає рибництво, у селі працює рибзавод, заснований ще 1918 року. З 16 лютого 1963 року він увійшов до складу рибзаводу ім. С. М. Кірова як окремий цех. З 1999 року це знову окреме підприємство.
Серед закладів соціальної сфери у сільраді діють фельдшерсько-акушерський пункт, дитячий садок та середня школа (збудовані 1989 року), будинок культури на 100 місць (будівля збудована 1949 року, відремонтована 2010 року), сільська бібліотека (будівля збудована 1925 року).
Транспорт у сільраді представлений автомобільною дорогою Камизяк — Каралат та судноплавними річками.